# سیارک ۱۷۹۶۷
سیارک ۱۷۹۶۷ (به انگلیسی: 17967 Bacampbell، نامگذاری:1999JT45) هفده هزار و نهصد و شصت و هفتمین سیارک کشف شده‌است که در ۱۰ مه ۱۹۹۹ کشف شد.
قدر مطلق سیارک برابر ۱۵.۵ است.